# هواپیمایی ساها

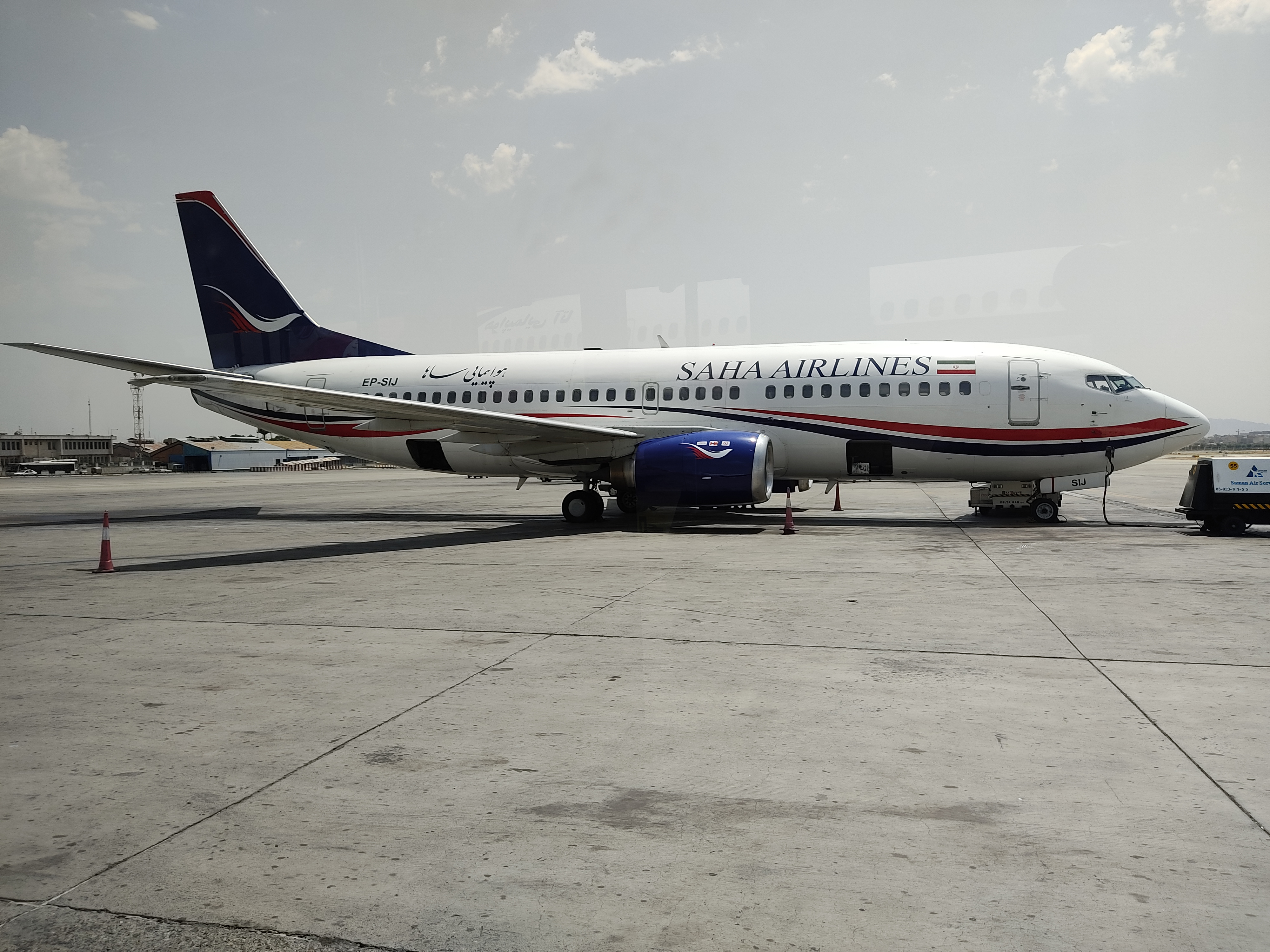
هواپیما بوئینگ ۷۳۷ متعلق به هواپیمایی ساها در فرودگاه مهرآباد - ۱۴۰۰

هواپیمایی ساها یک شرکت هواپیمایی ایرانی به مرکزیت تهران است که توسط نیروی هوایی ارتش جمهوری اسلامی ایران در سال ۱۳۶۹ تأسیس شد و متعلق به این ارگان است.  ساها مخفف عبارت سرویس اطلاعات و ارتباط هوایی ارتش است که ابتدا هدف آن جابجایی پرسنل و مقامات ارتش بود که بعدها، جابه‌جایی افراد غیرنظامی را نیز بر عهده گرفت. 

در گذشته پروازهای مسافربری این شرکت به وسیله ۵ فروند بوئینگ ۷۰۷ و پروازهای باربری به وسیله ۲ فروند بوئینگ ۷۴۷ انجام می‌شد.ناوگان هوایی هواپیمایی ساها در ابتدای شروع کار جز مجهزترین و قابل قبول‌ترین ناوگان‌ها در میان ایرلاین های ایرانی بود. 
این شرکت هواپیمایی به همراه ماهان ایر و ایران ایر در تاریخ 23 مهر ماه سال 1403 به دلیل ارسال پهپاد و موشک بالستیک ساخت ایران به روسیه به لیست تحریم های اتحادیه اروپا اضافه شد.
پروازهای این شرکت بیشتر در مسیر تهران به مشهد، کیش، عسلویه، شیراز، اهواز، رشت، بوشهر و اصفهان است.
در سال ۲۰۱۳ به علت فرسودگی ناوگان این شرکت از ادامه فعالیت‌های این شرکت جلوگیری شد.
هواپیمایی ساها که آخرین کاربر بوئینگ ۷۰۷ به عنوان یک هواپیمای مسافربری در جهان بود با جایگزین کردن هواپیماهای فرسوده خود با دو فروند بوئینگ ۷۳۷ که کارکرد کمتری نسبت به هواپیماهای گذشته این شرکت داشتند فعالیت خود را از سر گرفت.
موتور هواپیمای این شرکت هواپیمایی دچار اختلال فنی است که در سال ۱۴۰۱ در مسیر تهران به عسلویه یکی از موتورها خاموش شده و با یک موتور به تهران برگشته است.
در سال ۱۴۰۲ نیز در پرواز شیراز عسلویه یکی از موتور ها دچار اختلال گردیده است.

## ناوگان
| هواپیما        | تعداد | ظرفیت صندلی | توضیحات |
| -------------- | ----- | ----------- | ------- |
| بوئینگ ۷۳۷–۳۰۰ | ۳     | ۱۳۰         |         |
| بوئینگ ۷۴۷-۲۰۰ | ۱     | بدون صندلی  | کارگو   |
| مجموع          | ۴     |             |         |

## باربری
این شرکت هواپیمایی در نقش باربری، به‌عنوان سرویس ارتباط هوایی ارتش جمهوری اسلامی ایران فعالیت می‌کند.

## حوادث
- پرواز شماره ۱۷۱ هواپیمایی ساها در ۳۱ فروردین ۱۳۸۴ از کیش به مقصد تهران پرواز کرد اما در هنگام فرود در تهران دچار حادثه شد و به علت ترکیدن لاستیک جلو و آتش گرفتن قسمت عقب هواپیما در انتهای باند به داخل رودخانه متروکه کن سقوط می‌کند.[۲]
- در ۱۸ بهمن ۱۳۸۵ یک فروند بوئینگ ۷۰۷ ساها در فرودگاه کیش دچار نقص فنی در سیستم هیدرولیک شد.[۲] این حادثه مربوط بود به پرواز شماره ۱۷۰ ساها که در آن یک فروند بوئینگ ۷۰۷ پس از دور زدن‌های مکرر بر فراز جزیره کیش و تأخیر فراوان، در انتهای باند فرودگاه جزیره کیش بر زمین نشست و قادر به حرکت نبود بنابراین مسافران بیش از ۳۰ دقیقه در انتظار یدک‌کش بودند تا هواپیما را به ابتدای باند منتقل کند. در این مدت به علت فاصله بسیار هواپیما از ترمینال تخلیه مسافران، در حالی که داخل هواپیما با کمبود اکسیژن و گرمای بالا مواجه شده بود اما خبری از ماسک‌های اکسیژن یا لوازمی که کمک حال مسافران باشد نبود، سرانجام این هواپیما پس از بکسل شدن و حضور نیروهای امدادی فرودگاه کیش به محل مورد نظر منتقل و مسافران آن به سلامت، هواپیما را ترک کردند.
- در تاریخ ۱۲ مرداد ۱۳۸۸، یک فروند هواپیمای بوئینگ ۷۰۷ شرکت ساها به شماره پرواز ۱۲۴ که قصد داشت مسافران را از اهواز به تهران منتقل کند، ۱۰ دقیقه پس از بلند شدن از فرودگاه اهواز یکی از موتورهای آن دچار نقص فنی گردید و هواپیما مجبور به فرود اضطراری شد.[۳]